# 돛자리 V572
돛자리 V572는 2025년 6월 25일 호주의 천문학자 존 시치(John Seach)와 앤드루 피어스(Andrew Pearce)에 의해 독립적으로 발견된 신성이다.

## 명칭의 유래
V572는 국제변광성색표에서 SU UMa형으로 분류된 572번째 변광성이라는 뜻이다

## 겉보기 등급
발견 당시 겉보기 등급은 +5.7이며, 2025년 6월 27일 약 +4.8까지 밝아져 맨눈으로 관측이 가능했다.

## 관측 및 분류
AAVSO 및 OGLE 관측에 따르면 2017년부터 2024년까지 동일 광점에서 다수의 신성 밝기에 급등이 기록되었으며, 2025년 초에도 긴(13일 이상) 및 짧은(3~4일) 급등 양상을 보여 SU UMa형 신성으로 분류되었다.

## 폭발 원인
모든 신성처럼 돛자리 V572는 백색왜성과 동반성의 쌍성계로 구성되어 있으며, 백색왜성이 동반성으로부터 물질을 흡적하여 표면 폭발을 일으킨 결과이다.

## 과학적 의의
2025년 6월에 이리자리 V462와 동시에 맨눈 관측 가능한 신성 두 개가 관찰된 사례는 매우 드문 천문 현상이다.
참고로, 이전 기록으로는 2018년 FM Circini와 용골자리 V906이 같은 날 맨눈 등급을 보인 사례가 있었으며, 1967~1968년에도 과거 사례가 있다.

## 같이 보기
- 이리자리 V462 — 같은 시기에 발생한 또 다른 맨눈 신성
- 신성
- 동시 관측 신성 목록
- 동시 관측 초신성 목록